# Yahweh

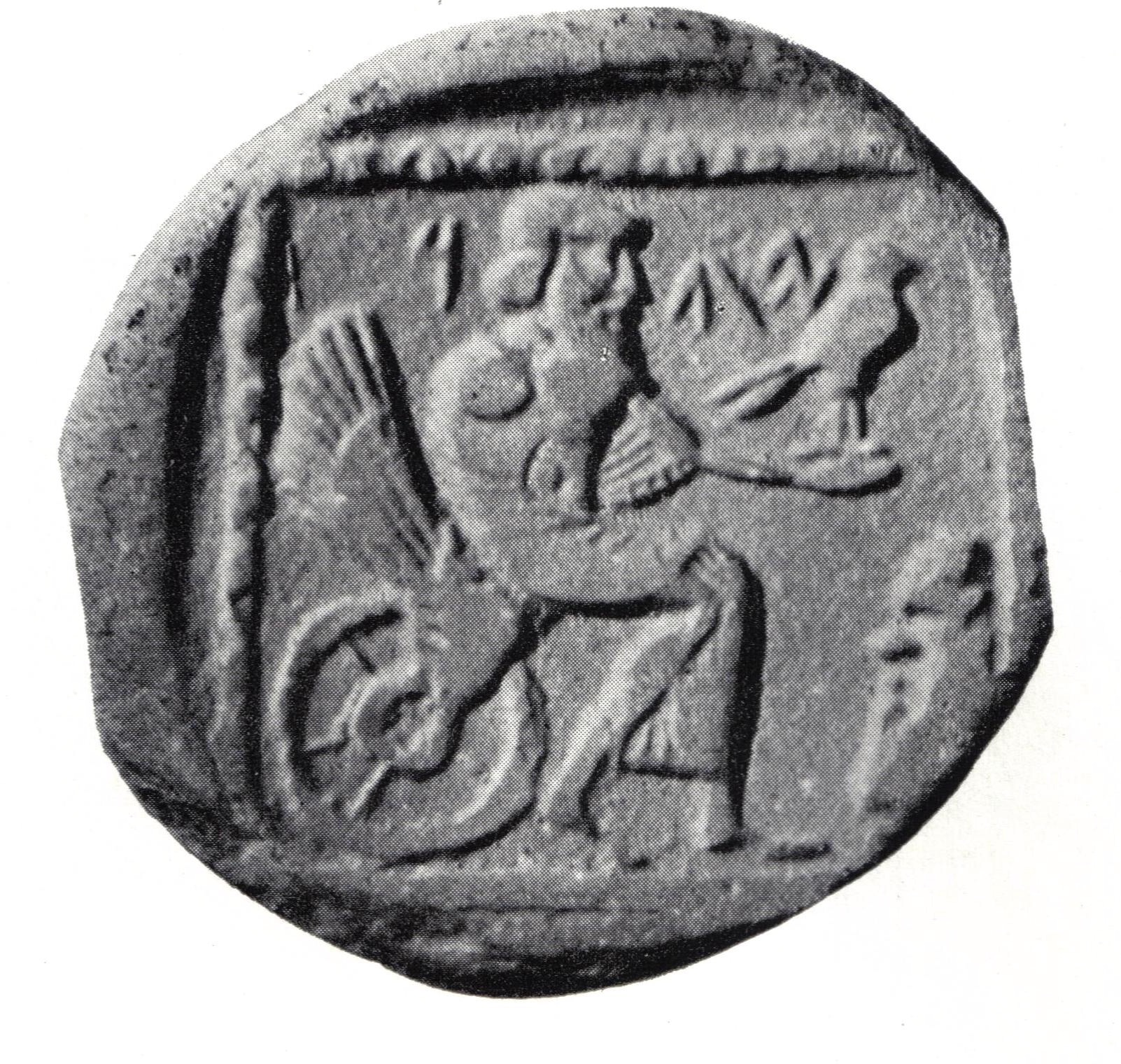
Xu bạc thế kỷ thứ 4 TCN ở tỉnh Yehud Medinata thuộc Đế quốc Achaemenid, có lẽ khắc họa Yahweh đang ngồi trên bánh xe có cánh

Yahweh (‬𐤉𐤄𐤅𐤄 theo chính tả tiếng Hebrew cổ; được phục nguyên là יַהְוֶה *Yahwe, jahˈwe; phiên âm tiếng Việt: Gia-vê) là một vị thần chiến tranh được thờ phụng ở Levant cổ đại, ban đầu được liên kết với các địa danh như Seir, Edom, Paran và Teman, rồi sau được liên hệ với vùng Canaan. Ông được coi là vị thần dân tộc của người Israel và người Judah cổ đại. Tục thờ Yahweh dường như bắt nguồn vào thời đại đồ sắt hoặc thời đại đồ đồng muộn, hoặc thậm chí lâu đời hơn thế. Trong các thư tịch thánh kinh cổ, Yahweh được miêu tả là sở hữu năng lực giống nhiều vị thần gió mưa và chiến tranh khác, với khả năng làm các vùng đất đâm hoa kết trái và dẫn dắt đội quân thánh chống lại kẻ thù của người Israel. Dân tộc Israel thuở xưa thờ phụng Yahweh cùng rất nhiều nam thần và nữ thần Canaan khác, trong đó bao gồm El, Asherah và Baal. Càng về sau, El và Yahweh hỗn dung thành một, và các danh hiệu trước đây dành cho El như El Shaddai lại được quy cho Yahweh thay thế. Các vị thần như Baal và Asherah cũng dần bị hấp thụ hoàn toàn vào Yahwah giáo.